# Европско првенство у атлетици на отвореном 1990 — 800 метара за мушкарце
Трка на 800 метара у мушкој конкуренцији на Европском првенству у атлетици 1990. у Сплиту одржана је 27., 28. и 29. августа на стадиону Пољуд.
Титулу освојену 1986. у Штутгарту, није бранио Себастијан Коу из Уједињеног Краљевства.

## Земље учеснице
Учествовало је 19 такмичара из 12 земаља. 
1. Бугарска (1)
2. Италија (3)
3. Југославија (2)
4. Норвешка (1)
5. Пољска (2)
6. Совјетски Савез (1)
7. Уједињено Краљевство (3)
8. Финска (1)
9. Француска (1)
10. Холандија (1)
11. Швајцарска (1)
12. Шпанија (2)

## Рекорди
| Рекорди пре почетка Европског првенства 1990. | Рекорди пре почетка Европског првенства 1990. | Рекорди пре почетка Европског првенства 1990. | Рекорди пре почетка Европског првенства 1990. | Рекорди пре почетка Европског првенства 1990. | Рекорди пре почетка Европског првенства 1990. |
| --------------------------------------------- | --------------------------------------------- | --------------------------------------------- | --------------------------------------------- | --------------------------------------------- | --------------------------------------------- |
| Светски рекорд                                | Себастијан Коу                                | Велика Британија                              | 1:41,73                                       | Фиренца, Италија                              | 10. јун 1981.                                 |
| Европски рекорд                               | Себастијан Коу                                | Велика Британија                              | 1:41,73                                       | Фиренца, Италија                              | 10. јун 1981.                                 |
| Рекорди Европских првенстава                  | Олаф Бејер                                    | Источна Немачка                               | 1:43,84                                       | Праг, Чехословачка                            | 31. август 1978.                              |
| Светски рекорд сезоне                         | Питер Елиот                                   | Велика Британија                              | 1:42,97                                       | Севиља, Шпанија                               | 30. мај 1990.                                 |
| Европски рекорд сезоне                        | Питер Елиот                                   | Велика Британија                              | 1:42,97                                       | Севиља, Шпанија                               | 30. мај 1990.                                 |

## Најбољи резултати у 1990. години
Најбржи атлетичари 1990. године на 800 метара пре почетка европског првенства (26. августа 1990) заузимали су следећи пласман на европској и светској ранг листи (СРЛ).
| 1.  | Питер Елиот       | Велика Британија | 1:42,97 | 30. мај    | 1. СРЛ  |
| 2.  | Том Макин         | Велика Британија | 1:44,44 | 8. август  | 8. СРЛ  |
| 3.  | Јенс Петер Херолд | Источна Немачка  | 1:44,88 | 12. август | 11. СРЛ |
| 4.  | Tomás De Teresa   | Шпанија          | 1:44,99 | 30. мај    | 14. СРЛ |
| 5.  | José Arconada     | Шпанија          | 1:45,02 | 30. мај    | 15. СРЛ |
| 6.  | Tonino Viali      | Италија          | 1:45,32 | 18. јул    | 18. СРЛ |
| 7.  | Neil Horsfield    | Велика Британија | 1:45,44 | 28. јул    | 20. СРЛ |
| 8.  | Brian Whittled    | Велика Британија | 1:45,47 | 20. јул    | 22. СРЛ |
| 9.  | Ђенаро ди Наполи  | Италија          | 1:45,84 | 7. јул     | 26. СРЛ |
| 10. | Ryszard Ostrowski | Пољска           | 1:45,92 | 5. август  | 27. СРЛ |
|     |                   |                  |         |            |         |
|     | Слободан Миоловић | Југославија      |         |            |         |
|     | Слободан Поповић  | Југославија      |         |            |         |

Такмичари чија су имена подебљана учествовали су на ЕП.

## Освајачи медаља
|                                |                                  |                       |
| Том Макин Уједињено Краљевство | Дејвид Шарп Уједињено Краљевство | Пјотр Пикарски Пољска |

## Резултати

### Квалификације
У квалификацијама такмичари су били подељени у три групе. За финале су се квалификовали прва четири из сваке групе (КВ), и четири по постигнутом резултату (кв).
| Пласман | Група | Атлетичар            | Земља                | Време   | Белешке |
| ------- | ----- | -------------------- | -------------------- | ------- | ------- |
| 1.      | 2     | Tonino Viali         | Италија              | 1:46,94 | КВ      |
| 2.      | 2     | Слободан Миоловић    | Југославија          | 1:47,14 | КВ      |
| 3.      | 2     | Matthew Yates        | Уједињено Краљевство | 1:47,43 | КВ      |
| 4.      | 2     | Atle Douglas         | Норвешка             | 1:47,52 | КВ      |
| 5.      | 2     | Tomás De Teresa      | Шпанија              | 1:47,83 | кв      |
| 6.      | 3     | Пјотр Пикарски       | Пољска               | 1:48,08 | КВ      |
| 7.      | 3     | Дејвид Шарп          | Уједињено Краљевство | 1:48,30 | КВ      |
| 8.      | 3     | Robin van Helden     | Холандија            | 1:48,40 | КВ      |
| 9.      | 3     | Luis Javier González | Шпанија              | 1:48,42 | КВ      |
| 10.     | 3     | Слободан Поповић     | Југославија          | 1:48,43 | кв      |
| 11.     | 3     | Alberto Barsotti     | Италија              | 1:49,22 | кв      |
| 12.     | 1     | Andrey Sudnik        | Совјетски Савез      | 1:49,71 | КВ      |
| 13.     | 1     | Том Макин            | Уједињено Краљевство | 1:49,87 | КВ      |
| 14.     | 1     | Giuseppe D'Urso      | Италија              | 1:49,91 | КВ      |
| 15.     | 1     | Frédéric Selle       | Француска            | 1:49,94 | КВ      |
| 16.     | 1     | Ryszard Ostrowski    | Пољска               | 1:50,05 | кв      |
| 17.     | 1     | Ari Suhonen          | Финска               | 1:50,25 |         |
| 18.     | 1     | Markus Trinkler      | Швајцарска           | 1:50,32 |         |
| 19.     | 2     | Miroslav Chochkov    | Бугарска             | 1:50,68 |         |

### Полуфинале
У полуфиналу такмичари су биле подељени у две групе. За финале су се квалификовали прва три из сваке групе (КВ), и двоје по постигнутом резултату (кв).
| Пласман | Група | Атлетичар            | Земља                | Време   | Белешке |
| ------- | ----- | -------------------- | -------------------- | ------- | ------- |
| 1.      | 1     | Tonino Viali         | Италија              | 1:45,64 | КВ      |
| 2.      | 1     | Слободан Поповић     | Југославија          | 1:45,79 | КВ      |
| 3.      | 1     | Дејвид Шарп          | Уједињено Краљевство | 1:45,82 | КВ      |
| 4.      | 1     | Andrey Sudnik        | Совјетски Савез      | 1:45,89 | кв      |
| 5.      | 1     | Matthew Yates        | Уједињено Краљевство | 1:46,61 | кв      |
| 6.      | 1     | Atle Douglas         | Норвешка             | 1:47,04 |         |
| 7.      | 2     | Пјотр Пикарски       | Пољска               | 1:47,45 | КВ      |
| 8.      | 2     | Том Макин            | Уједињено Краљевство | 1:47,49 | КВ      |
| 9.      | 2     | Giuseppe D'Urso      | Италија              | 1:47,77 | КВ      |
| 10.     | 2     | Слободан Миоловић    | Југославија          | 1:47,94 |         |
| 11.     | 2     | Alberto Barsotti     | Италија              | 1:48,13 |         |
| 12.     | 1     | Ryszard Ostrowski    | Пољска               | 1:48,22 |         |
| 13.     | 2     | Robin van Helden     | Холандија            | 1:48,26 |         |
| 14.     | 2     | Tomás De Teresa      | Шпанија              | 1:48,73 |         |
| 15.     | 2     | Frédéric Selle       | Француска            | 1:49,98 |         |
| 16.     | 1     | Luis Javier González | Шпанија              | 1:50,79 |         |

### Финале
| Пласман | Атлетичар        | Земља                | Време   | Белешке |
| ------- | ---------------- | -------------------- | ------- | ------- |
|         | Том Макин        | Уједињено Краљевство | 1:44,76 |         |
|         | Дејвид Шарп      | Уједињено Краљевство | 1:45,59 |         |
|         | Пјотр Пикарски   | Пољска               | 1:45,76 |         |
| 4.      | Andrey Sudnik    | Совјетски Савез      | 1:45,81 |         |
| 5.      | Слободан Поповић | Југославија          | 1:45,90 |         |
| 6.      | Tonino Viali     | Италија              | 1:46,04 |         |
| 7.      | Giuseppe D'Urso  | Италија              | 1:47,29 |         |
| 8.      | Matthew Yates    | Уједињено Краљевство | 1:48,42 |         |